# ساسم تونكيني
ساسم تونكيني (الاسم العلمي:Dalbergia tonkinensis) هو نوع من النباتات يتبع جنس الساسم من الفصيلة البقولية.